# Septèmes-les-Vallons
Septèmes-les-Vallons is een gemeente in het Franse departement Bouches-du-Rhône (regio Provence-Alpes-Côte d'Azur). De plaats maakt deel uit van het arrondissement Aix-en-Provence. Septèmes-les-Vallons telde op 1 januari 2022 12.018 inwoners.

## Geografie
De oppervlakte van Septèmes-les-Vallons bedroeg op 1 januari 2022 17,84 vierkante kilometer; de bevolkingsdichtheid was toen 673,7 inwoners per km².
De onderstaande kaart toont de ligging van Septèmes-les-Vallons met de belangrijkste infrastructuur en aangrenzende gemeenten.

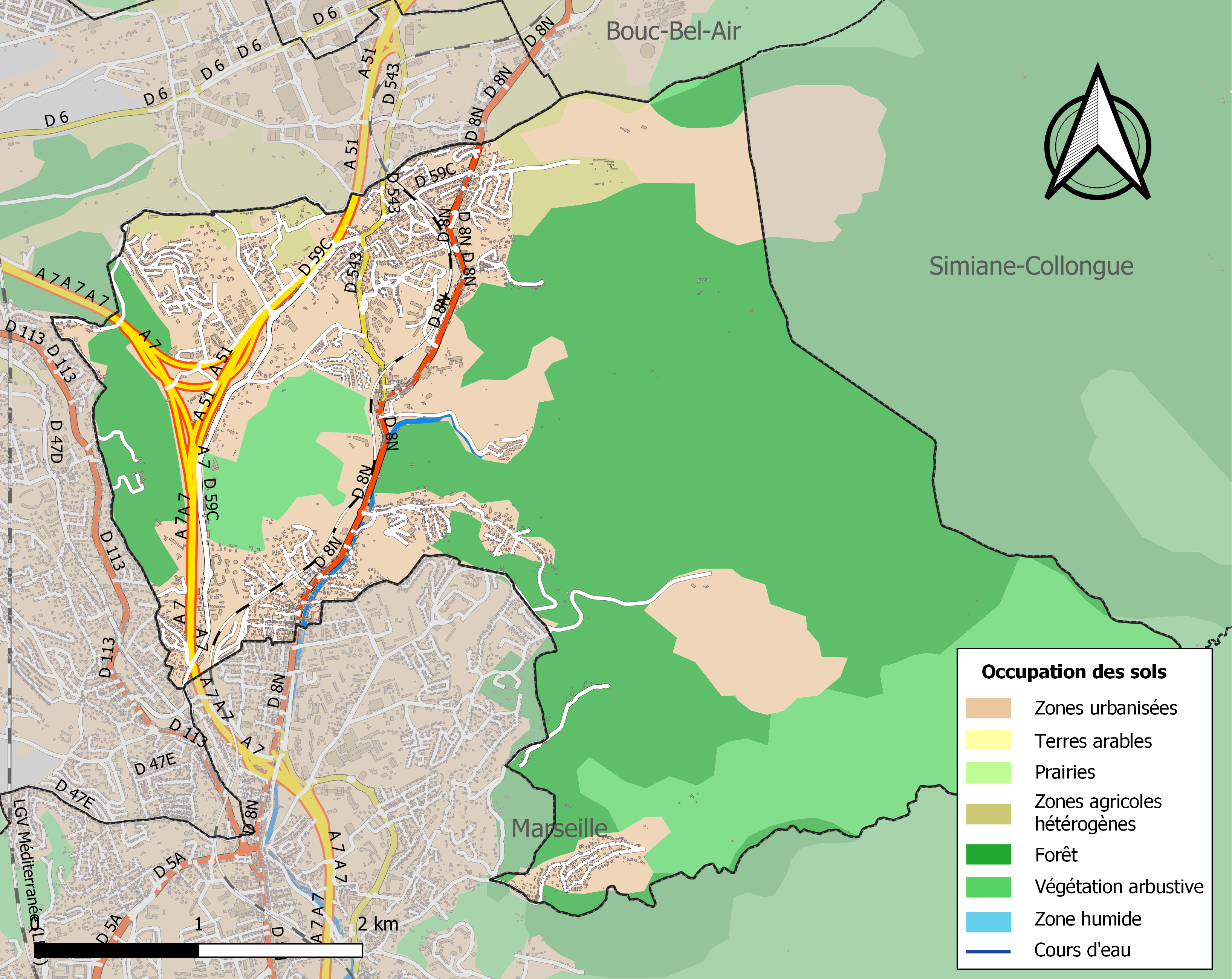

## Verkeer en vervoer
In de gemeente ligt spoorwegstation Septèmes-les-Vallons.

## Demografie
Onderstaande figuur toont het verloop van het inwonertal (bron: INSEE-tellingen).
Vanwege een beveiligingsprobleem met de MediaWiki Graph-software is het momenteel niet mogelijk deze grafiek weer te geven. Zodra de software is bijgewerkt zal de grafiek vanzelf weer zichtbaar worden.